# Municipio de Upper Salford
El municipio de Upper Salford  (en inglés: Upper Salford Township) es un municipio ubicado en el condado de Montgomery en el estado estadounidense de Pensilvania. En el año 2020 tenía una población de 3.172 habitantes y una densidad poblacional de 134,4 personas por km².

## Geografía
El municipio de Upper Salford se encuentra ubicado en las coordenadas 40°19′27″N 75°26′44″O / 40.32417, -75.44556.

## Demografía
Según la Oficina del Censo en 2000 los ingresos medios por hogar en la localidad eran de $68,750 y los ingresos medios por familia eran $76,975. Los hombres tenían unos ingresos medios de $50,957 frente a los $32,121 para las mujeres. La renta per cápita para la localidad era de $26,672. Alrededor del 1,3% de la población estaban por debajo del umbral de pobreza.